# José Luis Romero
|  | Aquest article tracta sobre un historiador argentí. Si cerqueu un futbolista espanyol, vegeu «José Luis Romero Robledo». |

José Luis Romero   (Buenos Aires, 24 de març de 1909 - Tòquio, 28 de febrer de 1977) va ser un historiador i intel·lectual argentí, considerat com el màxim representant del corrent de renovació historiogràfica que, a mitjans de la dècada del 1950, va introduir les perspectives de la Història social a l'Argentina.
El seu fill, Luis Alberto Romero, també és historiador i docent.

## Biografia
Fill d'una família d'emigrants espanyols, José Luis Romero es va interessar des de molt jove per la Història, la Filosofia i la Sociologia de la cultura. Per suggeriment del seu germà gran, el filòsof Francisco Romero, va conèixer primerencament les obres de Wilhelm Dilthey, Heinrich Rickert i José Ortega y Gasset. En particular, el pensament de Dilthey va influir notablement en la concepció del coneixement històric que Romero va anar formant-se amb el temps. De la doctrina hermenèutica d'aquell va extreure la idea que la Història és una ciència humana l'objectiu de la qual és comprendre la vida històrica de les societats pretèrites, integrant en el procés interpretatiu tant «l'ordre fàctic» (les condicions materials d'existència) com «l'ordre potencial» (les representacions i les mentalitats) dels processos socials.
Va cursar un postgrau en Història a la Facultat d'Humanitats de la Universitat Nacional de La Plata, on va obtenir el títol de Doctor amb una tesi titulada Los Gracos y la formación de la idea imperial. Els avatars de la vida acadèmica professional el van fer desplaçar-se de la història antiga a la història medieval, camp temàtic en què va desenvolupar la major part de la seva activitat historiogràfica professional. Entre els seus estudis medievals destaca una llarga i documentada investigació sobre els orígens de la mentalitat burgesa, que va culminar en les seves dues obres majors: La revolución burguesa en el mundo feudal, publicada el 1967; i Crisis y orden en el mundo feudoburgués, editada de manera pòstuma el 1980.
Paral·lelament, i en la seva doble condició d'historiador i de ciutadà políticament compromès (va militar al Partit Socialista), es va dedicar a la història argentina. El 1946 va escriure una de les seves obres clàssiques sobre el tema: Las ideas políticas en Argentina. Aquest assaig, juntament amb altres emprenedories culturals, com la revista d'història cultural Imago Mundi (editada entre el 1953 i el 1956), li van valer un lloc de gran notorietat dins del món intel·lectual argentí. Aquest prestigi intel·lectual li va permetre accedir a nombrosos llocs institucionals i acadèmics.
En els seus primers anys de carrera professional, Romero va ser docent a la Universitat de La Plata (UNLP). Les seves postures obertament antiperonistes li van valer l'expulsió dels seus càrrecs l'any 1946. No obstant això, va poder reinserir-se ràpidament gràcies a l'oferiment de fer classes a la recentment fundada Facultat d'Humanitats i Ciències de la Universitat de la República de Montevideo. Després de l'enderrocament del peronisme, el 1955, Romero va retornar a l'ensenyament universitari a l'Argentina. Des de 1958 ho va fer a la Universitat de Buenos Aires, on va ser Rector interventor l'any 1955, designat per la dictadura militar, i Degà de la Facultat de Filosofia i Lletres el 1962. En aquesta Facultat va fundar la càtedra d'Història Social General, que va tenir una influència decisiva en la renovació historiogràfica de les dècades dels 1950 i del 1960.
A través de diverses publicacions i d'ambiciosos programes de recerca, la càtedra d'Història Social de Romero va introduir a l'Argentina la perspectiva historiogràfica de l'Escola dels Annales, la figura directriu de la qual era per aquells anys Fernand Braudel. Els contactes directes amb l'historiador francès van permetre a Romero obtenir fons per a projectes col·lectius de recerca. La marca distintiva d'aquests projectes era la seva preocupació per l'estudi de fenòmens socials i econòmics des d'un enfocament serial-quantitatiu, semblant al que imperava a la major part de la producció historiogràfica d'aquestes dècades (com es pot notar a la cliometria estatunidenca, a la història estructural alemanya i en la ja esmentada segona generació dels Annales). Un altre tret característic de la renovació historiogràfica proposada per Romero va ser la seva obertura al diàleg amb altres ciències socials, principalment amb l'economia del desenvolupament en totes les seves variants locals i amb la sociologia de caràcter estructural-funcionalista (el màxim representant de l'Argentina era Gino Germani). Si bé la majoria van quedar truncats per la intervenció universitària imposada després del cop d'Estat de 1966, aquests projectes van contribuir a formar historiadors i sociòlegs renovadors com Tulio Halperín Donghi, Ernesto Laclau, Ezequiel Gallo, Roberto Cortés Conde, Reyna Pastor, Alberto J. Pla i Juan Oddone..
El 1975, ja allunyat de la vida acadèmica argentina, va ser convocat per integrar el Consell Directiu de la Universitat de les Nacions Unides, amb seu a Tòquio. El 1976 va completar el llibre Latinoamérica. Las ciudades y las ideas, en què va intentar projectar sobre Amèrica Llatina les categories que havia desenvolupat en la seva trajectòria com a investigador del món urbà europeu.
Va morir a Tòquio el 28 de febrer de 1977.

## Publicacions
- Los Gracos y la formación de la idea imperial (tesi doctoral, 1937).
- El Estado y las facciones en la antigüedad (1938).
- Maquiavelo historiador (1943).
- Mitre, un historiador frente al destino nacional (1943).
- Sobre la biografía y la historia (1945).
- Las ideas políticas en la Argentina (1946).
- El ciclo de la Revolución Contemporánea (1948).
- La Edad Media (1949).
- De Heródoto a Polibio (1952).
- La cultura occidental (1953).
- Argentina: imágenes y perspectivas (1956).
- Breve historia de la Argentina (1965).
- El desarrollo de las ideas políticas de la sociedad argentina en el siglo XX (1965, ampliació de Las ideas políticas en la Argentina).
- La revolución burguesa en el mundo feudal (1967).
- Crisis y orden en el mundo feudo-burgués (1967).
- Latinoamérica: situaciones e ideologías (1968).
- El pensamiento político de la derecha latinoamericana (1970).
- La gran historia de Latinoamérica (dir., 1972).
- Latinoamérica: las ciudades y las ideas (1976).
- Buenos Aires, historia de cuatro siglos (1980).
- La estructura histórica del mundo (inconclusa).